# Заболотье (Некрасовский район)
Заболотье — деревня в Некрасовском районе Ярославской области России. 
В рамках организации местного самоуправления входит в сельское поселение Красный Профинтерн, в рамках административно-территориального устройства — в Боровской сельский округ.

## География
Расположена в 44 километрах к северо-востоку от центра города Ярославля, между озером Согожское и левым берегом Волги.

## Население
| 2007 | 2010 |
| ---- | ---- |
| 179  | ↘164 |

Согласно результатам переписи 2002 года, в национальной структуре населения русские составляли 93 % из 163 жителей.